# 阿明岩

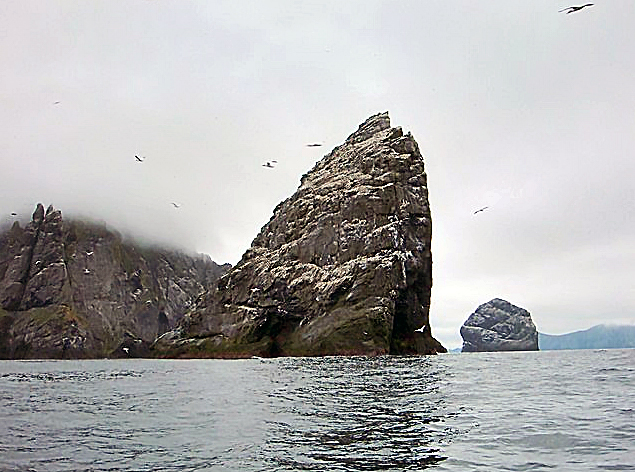

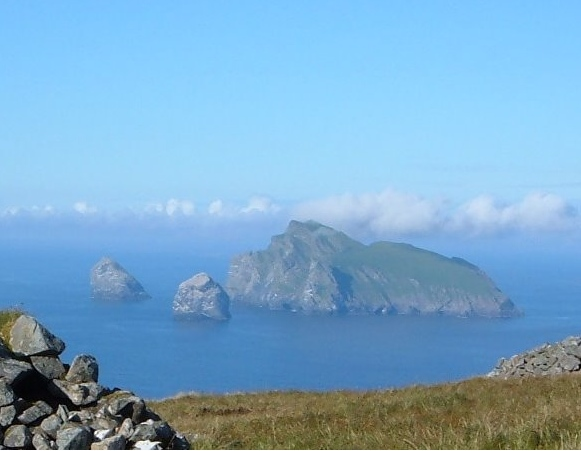

阿明岩是蘇格蘭的島嶼，位於大西洋海域，屬於聖基爾達群島的一部分，由埃利安錫爾負責管轄，面積9.9公畝，最高點海拔高度191米，是北方塘鵝的產卵地，島上無人居住。

## 外部連結
- St Kilda Management Plan（页面存档备份，存于）
- Account of an ascent of Stac an Armin（页面存档备份，存于）

57°52′49″N 8°29′51″W / 57.88036°N 8.49760°W